# Дормово
Дормово (пол. Dormowo, нім. Dormowo, 1939-45: Dornhagen) — село в Польщі, у гміні Мендзихуд Мендзиходського повіту Великопольського воєводства.
Населення — 125 осіб (2011).
У 1975-1998 роках село належало до Гожовського воєводства.

## Демографія
Демографічна структура станом на 31 березня 2011 року:
|          | Загалом | Допрацездатний вік | Працездатний вік | Постпрацездатний вік |
| -------- | ------- | ------------------ | ---------------- | -------------------- |
| Чоловіки | 74      | 16                 | 54               | 4                    |
| Жінки    | 51      | 5                  | 34               | 12                   |
| Разом    | 125     | 21                 | 88               | 16                   |